# Фистервил (Пенсилванија)
Фистервил (енгл. Feasterville) насељено је место без административног статуса у америчкој савезној држави Пенсилванија.

## Демографија
По попису из 2010. године број становника је 3.074.
| Група             | 2000.    | 2010.         |
| Белци             | 0 (0,0%) | 2.671 (86,9%) |
| Афроамериканци    | 0 (0,0%) | 118 (3,8%)    |
| Азијати           | 0 (0,0%) | 102 (3,3%)    |
| Хиспаноамериканци | 0 (0,0%) | 139 (4,5%)    |
| Укупно            | 0        | 3.074         |